# 시마다 신타로
시마다 신타로(일본어: 嶋田 慎太郎, 1995년 12월 5일 ~ )는 일본의 축구 선수이다. 현재 J3리그의 츠바이겐 가나자와에서 뛰고 있다.

## 구단 경력
그는 2014년부터 J리그의 로아소 구마모토, 오미야 아르디자, 오이타 트리니타, 츠바이겐 가나자와에서 뛰었다.